# جزیره گلینیانی
جزیره گلینیانی (انگلیسی: Glinyanyy Island) یک جزیره در استان ماگادان کشور روسیه است.